# 宝幸
株式会社宝幸（ほうこう、英: HOKO Co., LTD）は、東京都品川区にある水産品・乳製品・冷凍食品・缶詰・レトルト食品・フリーズドライ食品の製造・加工・販売を行う企業。日本ハムのグループ企業である。

## 概要
本業は水産品の製造加工業務ではあるが、昭和中後期以降に後述の事業等で多角化・組織再編を推進してきた結果（倒産後もしばらく継続）、現在の比重は乳製品（チーズ）・缶詰（瓶詰）・レトルト食品・冷凍食品・フリーズドライ食品の各事業が高く、いわゆる“非水産業”が実質の主力事業となっている。

## 沿革
- 1946年2月20日 - 豊洋水産株式会社設立。同年内に宝幸水産株式会社に商号変更。水産業を開始。
- 1949年 - 東京証券取引所第一部に上場。
- 1959年 - 気仙沼工場竣工。
- 1960年 - 八戸工場竣工。
- 1961年 - 大和工場竣工。
- 1964年 - 乳製品事業進出。
- 1967年 - 冷凍食品事業進出。
- 1986年 - 八戸工場を移転新設。
- 2002年 - 会社更生手続開始申立。
- 2003年 - 会社更生計画認可決定。株式会社宝幸に商号変更。100％減資の上、日本ハムから新規に同額出資を受け、完全子会社となる。気仙沼工場を八戸工場に統合。
- 2004年 - 会社更生手続終結。
- 2005年 - ロルフ西宮プラント竣工。
- 2012年 - 日本ドライフーズ株式会社の株式の100％を取得。同社の販売事業を継承。新統一ブランドロゴ制定。
- 2013年 - 八戸第二工場竣工。
- 2014年 - ロルフ西宮プラントFSSC22000認証取得。
- 2015年 - 日本ドライフーズ株式会社を吸収合併。日本ドライフーズ本社工場を大刀洗工場に名称変更。ロルフ大和プラント竣工。 筑西工場竣工。
- 2017年 - 筑西工場　FSSC22000認証取得。

## 事業・製品ブランド
- 乳製品（チーズ）事業
【ロルフ】市販用・業務用
- 常温食品事業
【HOKO】市販用・業務用　
缶詰・瓶詰・レトルト等
- 冷凍食品事業
【HOKO】業務用　
業務用・調理用冷凍食品および水産加工品の生産・販売
- フリーズドライ事業
【HOKO】市販用・業務用　
フリーズドライ製品の製造・加工・販売